# Граншлак

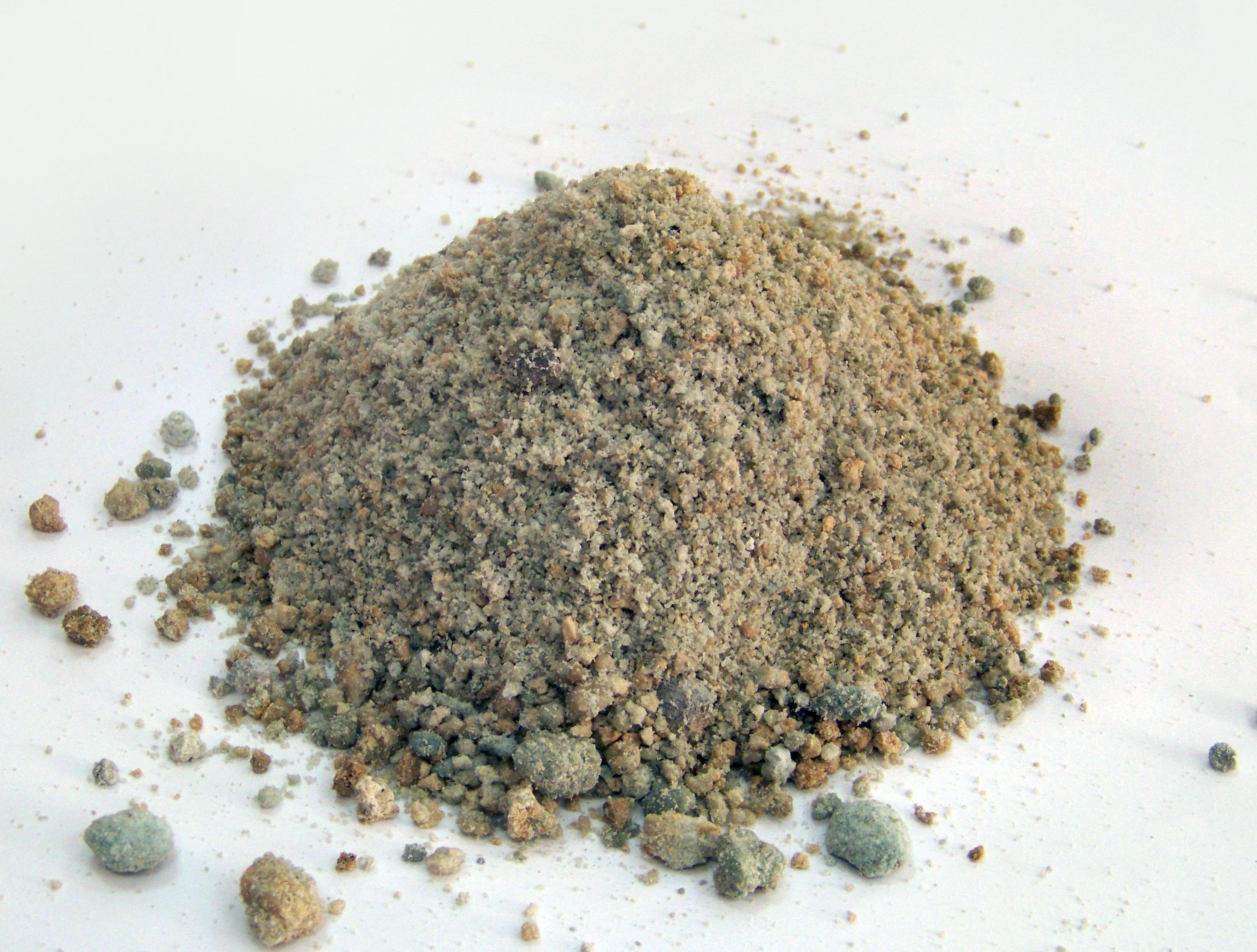
Граншлак.

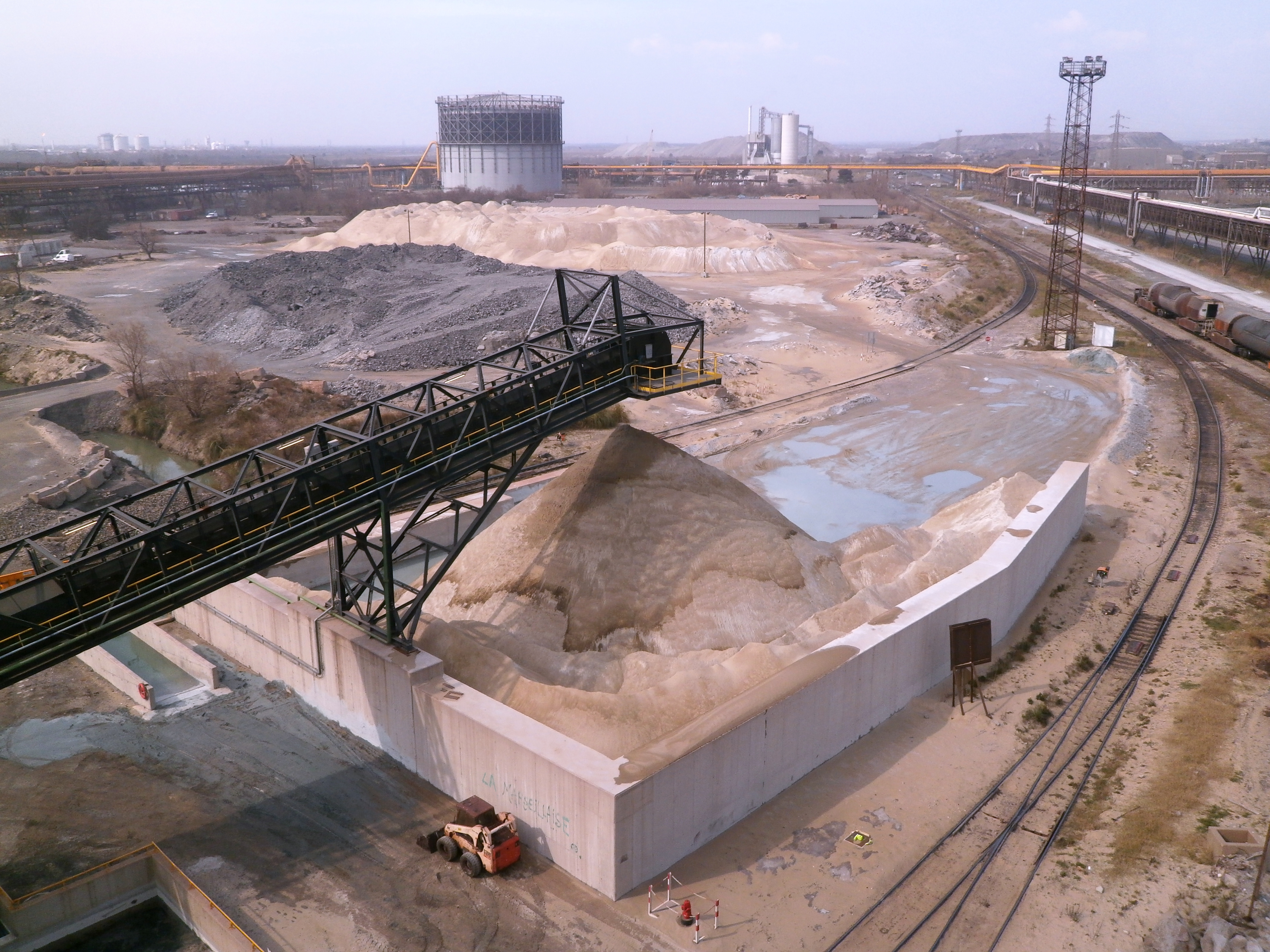
Купа граншлаку (жовтого кольору), виробленого на установці припічної грануляції шлаку на металургійному заводі у Фос-сюр-Мер. На другому плані — купа відвального шлаку (сірого кольору). Маючи абсолютно однаковий хімічний склад на елементарному рівні, граншлак і відвальний шлак відрізняються способом охолодження шлаку при їх виробництві й через це — фізичними властивостями.

Граншлак, або гранульований шлак — дрібнофракційний (<10 мм) сипкий багатокомпонентний матеріал, переважно склоподібний, одержуваний швидким охолодженням водою рідкого гарячого шлаку, утвореного, наприклад, під час виплавлення чавуну в доменній печі.
Має добрі в'яжучі властивості. Використовується, наприклад, при виробництві цементу як активна мінеральна добавка. Крім того, з граншлаку виробляють мелений гранульований шлак, що використовується для виробництва бетону.

## Історія

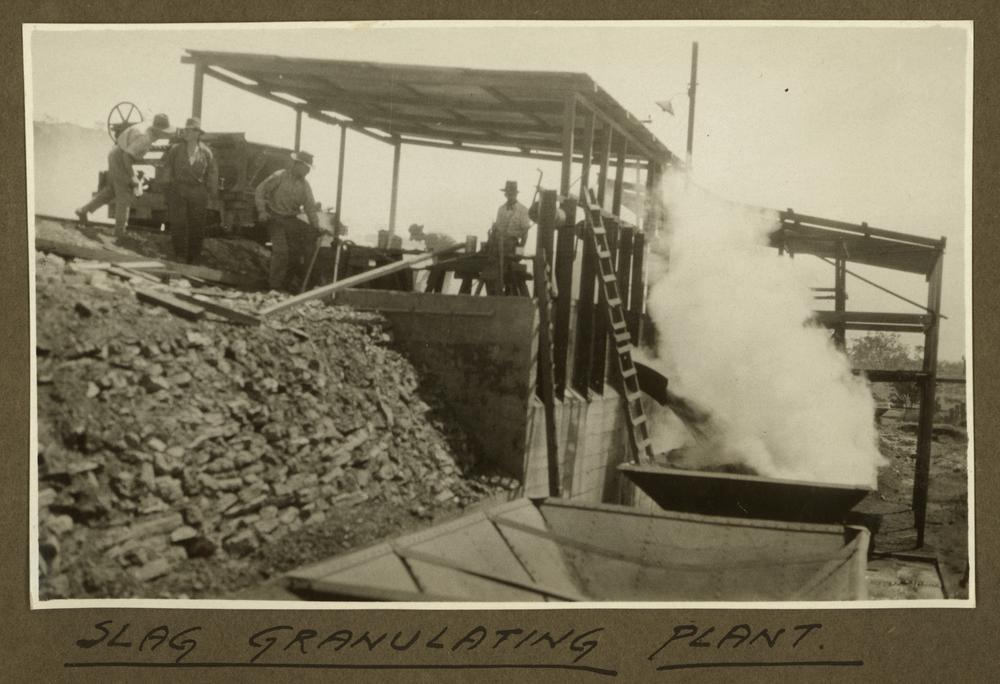
Установка для виробництва граншлаку у Австралії у 1930-х роках.

Шлак завжи був побічним продуктом металургійного виробництва. Доменні печі на зламі 19 і 20 століть виплавляли 1 т шлаку на 1 т чавуну. Велика кількість шлаку завжди викликала проблему його утилізації. Він переважно вивозився у відвали, де й накопичувався. В наш час (2017), завдяки впровадженню збагачення залізних руд вихід шлаку становить 200—500 кг на 1 т чавуну. Перше комерційне використання ганульованого шлаку відноситься приблизно до 1859 року, коли його почали застосовувати для виробництва цегли. У 2-ій половині 19 століття були відкриті в'яжуючі властивості граншлаку і наприкінці 19 століття його вперше було використано при виробництві цементу. З кінця 1950-х років з доменного граншлаку почали виготовляти мелений гранульований шлак, який почали широко використовувати у виробництві бетонів у суміші з портландцементом.

## Властивості
Доменний гранульований шлак являє собою дрібнозернистий сипкий матеріал у вигляді склоподібних або кристалічних гранул з середнім розміром 2-8 мм. За своїм виглядом нагадує пісок. Щільність шлаку, залежно від складу, становить 2,8 — 3 г/см³.
До 2000-х років властивості доменного граншлаку регулювалися ГОСТ 3476-74, пізніше — ДСТУ Б В.2.7-261:2011 «Шлаки доменні та електротермофосфорні гранульовані для виробництва цементів. Технічні умови», який було замінено на ДСТУ Б В.2.7-302:2014 «Шлак доменний гранульований для цементів, бетонів і будівельних розчинів», прийнятий Міністерством регіонального розвитку, будівництва та житлово-комунального господарства України. Цей стандарт встановлює вимоги до хімічних і фізичних властивостей гранульованого доменного шлаку.

## Одержання

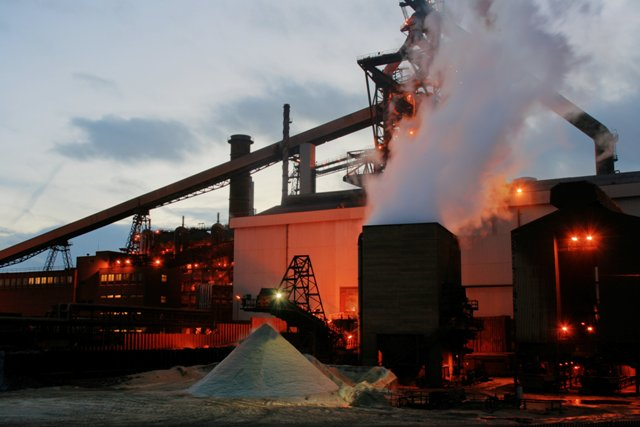
Установка припічної грануляції шлаку на одній з доменних печей Тіссайдського металургійного заводу, Англія.

Гранульований доменний шлак одержують з рідкого гарячого доменного шлаку швидким охолодженням у струмені води. Шлак, з якого виготовляють граншлак, є побічним продуктом доменної плавки і складається з пустої породи залізної руди.
Під час випуску продуктів плавки з доменної печі виходять рідкий чавун і шлак. Рідкий шлак по шлаковому жолобу спрямовується до шлаковозів і далі — до установки грануляції шлаку, що може розташовуватись на відстані кількох кілометрів від печі. На багатьох доменних печах існують установки припічної грануляції шлаку, які встановлюються безпосередньо біля печі. В цьому випадку шлаковози не використовуються, рідкий шлак стікає до установки й піддається грануляції біля печі.
Вихід шлаку на сучасній доменній печі становить 200—500 кг на 1 т чавуну. Доменна піч великого об'єму виплавляє 8000-12000 т чавуну на день, відтак річний вихід шлаку на такій печі становить понад 1 млн т. Оскільки світове виробництво доменного чавуну становить біля 1,1 млрд т на рік, то річне світове виробництво шлаку може оцінюватися у кілька сотень мільйонів тон. Далеко не весь шлак піддається грануляції, частина його використовується в іншій спосіб, наприклад, охолоджується без води, внаслідок чого одержують відвальний шлак.
Вирізняють три способи грануляції: мокрий, напівсухий і сухий. Найширше використовується мокра грануляція.

### Мокра грануляція
Мокра грануляція заснована на зливанні рідкого шлаку у воду. Швидко охолоджуючись, шлак перетворюється на зерна (гранули). Для грануляції використовують спеціальні басейни, заповнені водою, з одного боку якого проходить залізнична колія для шлаковозів, а з іншого — два шляхи для залізничних вагонів, в які завантажують гранульований шлак. Для перевантаження гранульованого шлаку у вагони грануляційний басейн перекритий мостовим або козловим краном.
При мокрій грануляції одержуваний граншлак має вологість 15 — 30 %. Висока вологість шлаку збільшує витрати на його перевезення й сушіння.

### Напівсуха грануляція
Напівсухий спосіб полягає на грануляції рідкого шлаку невеликою кількістю води при одночасному механічному подрібнені його. При цьому способі одержуються гранули, що містять значно менше вологи, аніж при мокрій грануляції. Напівсуха грануляція здійснюється у барабанних агрегатах, гідрожолобних і гідроударних установках. При напівсухій грануляції утворюється продукт, що містить 6 — 10 % вологи. Найефективнішою є гідрожолобна грануляція, придана для грануляції шлаків різної основності.

#### Установки барабанної грануляції
На барабанних установках рідкий шлак зі шлакового ковша зливається по лотіку у приймальну ванну, в якій вловлюється чавун, якщо він потрапив у ковші. Ванна встановлюється на візку і у разі закозлення (накопичення й застигання в ній чавуну) може бути замінена резервною. З приймальної ванни шлак через зливний носок потрапляє на барабан. На носок подається вода, що викликає спінювання й часткове гранулювання шлаку. При потраплянні на лопатки барабану, що обертається, шлак розбивається й додатково гранулюється у пароводяному середовищі, що утворюється навколо барабана. Гранульований шлак відкидається барабаном на значну відстань. У повітрі гранули охолоджуються й поновністю твердішають. Після грануляції шлак накопичується у вигляді купи. Він перемішується і за допомоги скреперної лебідки подається у бункер, з якого завантажується у залізничні вагони.

#### Гідроударні установки
У гідроударних установках шлак гранулюється за допомоги гідромонітора. Рідкий шлак зі шлакового ковша зливається у приймальну ванну, з якої він спрямовується у жолоб, на кінці якого встановлюється дозуючий пристрій. Рівномірний струмінь шлаку з жолоба потрапляє на кілька сильних струменів води, що викидаються з отворів гідромонітора. При цьому шлак розбивається на окремі часточки, які швидко твердішають і випадають з потоку води.

#### Гідрожолобні установки
Гідрожолобні установки відрізняються від гідроударних тим, що шлак гранулюється під високонапірними струменями води не на виході з жолобу, а безпосередньо у стаціонарному герметичному жолобі.

## Використання
Немелений гранульований доменний шлак, як правило, застосовують при виготовленні цементів. З нього виготовляють також тротуарну плитку й шлакову підстилку під ню.

## Виноски
1. 1 2  R. van Laar, E. Dupon, J. Barel and M. Kamerling. Blast furnace slag granulation plant technology [Архівовано 7 серпня 2017 у Wayback Machine.]. // Millennium Steel. — 2014. pp. 28-31. (англ.)
2. ↑  A. Y. Ilyushechkin, D. G. Roberts, D. French, and D. J. Harris. IGCC Solids Disposal and Utilisation Final Report for ANLEC project 5-0710-0065 [Архівовано 7 серпня 2017 у Wayback Machine.]. — CSIRO, Australia. — May 2012. — P. 77. (англ.)
3. 1 2   ДСТУ Б В.2.7-302:2014 «Шлак доменний гранульований для цементів, бетонів і будівельних розчинів». — К., 2015.
4. 1 2 3 4 5 6   Г. Г. Ефименко, А. А. Гиммельфарб, В. Е. Левченко. Металлургия чугуна. — 3-е издание. — К.: «Вища школа», Головное изд-во, 1988. — 350 с. — С. 298—300. ISBN 5-11-000064-6 (рос.)